# Eviota sebreei
Eviota sebreei és una espècie de peix marí de la família dels gòbids i de l'ordre dels perciformes. El adults poden assolir els 2,5 cm de longitud total. Es troba des del Mar Roig fins a Samoa, les Illes Ryukyu i el nord de la Gran Barrera de Corall.